# Wordshaker
Wordshaker (с англ. — «Играющий словами») — второй студийный альбом британско-ирландской девичьей поп-группы The Saturdays, вышедший в 2009 году. Оба сингла с пластинки вошли в топ-10 Британского чарта.

## Синглы
- "Forever Is Over" (с англ. — «Вечность закончилась»), релиз 04.10.2009, первый сингл с альбома, дебютировавший на второй строчке Британского чарта. Песня первоначально предназначалась Келли Кларксон, исполнять её также хотела Pink[1], но авторы сделали выбор в пользу The Saturdays. Видеоклип иллюстрирует девичьи переживания в момент окончания отношений, солистки поют песню в комнатах роскошного особняка, параллельно идут различные эпизоды, где девушки пытаются развеселить ту, чьё сердце разбили. В финале вся пятёрка отправляется в ночной клуб.
- "Ego" (с англ. — «Эго»), релиз 03.01.2010, второй и последний сингл с альбома, группа решила вплотную заняться новой пластинкой и решили ограничиться двумя изданными песнями. "Ego" занял в чарте 9 строчку. В видеоклипе солистки предстают в образе супергероинь, которые мстят своему бывшему товарищу, поочередно атакуя его своими сверх-способностями.

## Список композиций
1. Forever Is Over — 3:40

2. Here Standing — 3:36

3. Ego — 2:59

4. No One — 3:18

5. One Shot — 3:31

6. Wordshaker — 3:30

7. Denial — 3:53

8. Open Up — 3:52

9. Lose Control — 3:19

10. Not Good Enough — 3:40

11. Deeper — 4:05

12. 2 am — 4:08

### Бонусы предзаказа на iTunes
13. Chasing Lights (Live from iTunes Festival 2009) - 4:03

14. Wordshaker (Live from iTunes Festival 2009) - 3:32

15. One Shot (Live from iTunes Festival 2009) - 3:35

### Эксклюзивный бонус HMV
13. Forever Is Over (Manhattan Clique Edit) - 6:20

## Позиции вчартах
| Чарты (2008)   | Место позиция | Статус  |
| -------------- | ------------- | ------- |
| Великобритания | 9             | серебро |
| Ирландия       | 36            |         |
| Шотландия      | 8             |         |

## Участники записи
- Фрэнки Сэндфорд
- Уна Хили
- Рошель Уайзмен
- Ванесса Уайт
- Молли Кинг